# Naohiko Minobe
Naohiko Minobe (美濃部 直彦, Minobe Naohiko?), född 12 juli 1965 i Shiga prefektur, är en japansk tidigare fotbollsspelare.
Minobe började sin karriär 1984 i Matsushita Electric (Gamba Osaka). Med Matsushita Electric vann han japanska cupen 1990. Efter Gamba Osaka spelade han för Kyoto Purple Sanga. Han avslutade karriären 1995.